# Chemical Area
Chemical Area è stato un programma radiofonico di musica techno (principalmente dance ed hands up) trasmesso la domenica sera su m2o dalle 20:00 alle 21:00.
Il programma offriva l'opportunità ai giovani aspiranti dj di mandare in onda (tramite file allegato all'email della radio oppure attraverso posta) le proprie produzioni, i propri remix, oppure, come accadde più spesso, di mandare una sequenza di massimo 3 canzoni mixate.
È stato condotto da Danijay, che, oltre a  mandare in onda le produzioni degli ascoltatori, conduceva normalmente il programma con canzoni di genere dance ed hands up.
Il programma ha chiuso definitivamente i battenti nell'estate 2008, quando la radio ha iniziato a dare più spazio a programmi parlati, dedicando meno tempo alle varie sfaccettature della dance.